# Елефантина
24°05′30″ пн. ш. 32°53′00″ сх. д. / 24.09167° пн. ш. 32.88333° сх. д.

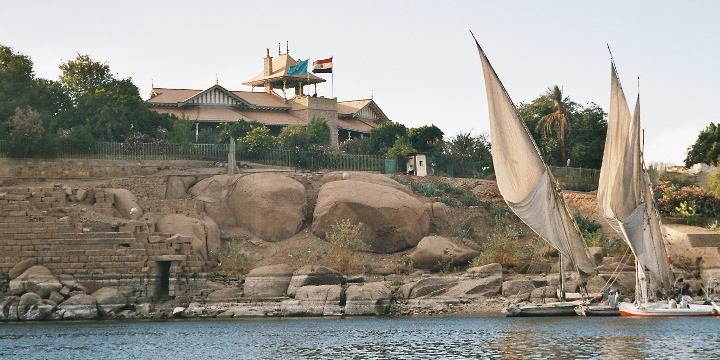
Острів Елефантина в районі нілометру

Елефанти́на (давньоєгипет. Абу, грец. Ἐλεφαντίνη; сучасна назва від елефант «слон»; араб. إلفنتين) — острів з однойменним стародавнім містом на Нілі, відомий за цінними археологічними знахідками.
Елефантина розташована неподалік від перших нільських порогів, нижче за течією. Довжина острова з півночі на південь — 1200 м, із заходу на схід у найширшому місці — близько 400 м. Нині острів перебуває в межах сучасного міста Асуана.

## Значення для давніх єгиптян
Елефантина містилась у прикордонні Стародавнього Єгипту та Нубії. Острів служив чудовим прихистком для міста, водночас виконуючи роль природного перевалочного пункту для річкових торгівельних експедицій.
Місто, що розташовувалось на південно-східному окраї острову, було столицею I ному Верхнього Єгипту. Його назва походить від давньоєгипетського слова 3bw (абу), що означає одночасно і слона, і слонячу кістку.
Елефантина вважалась священним місцем Хнума, бога-деміурга з баранячою головою, що управляв водами Нілу, які витікали, за віруваннями давніх єгиптян, із печер, розташованих під островом. Його вшановували у цих місцях як головного у тріаді, що включала, крім Хнума, також його дружину Сатіс (Сатет) та їхню дочку Анукіс (Анукет).

## Будівлі

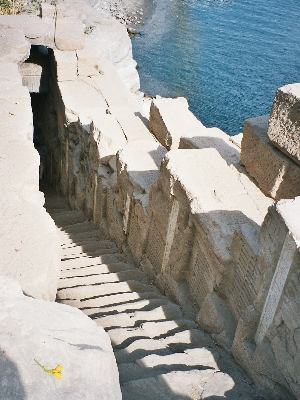
Нілометр на острові Елефантина

Найдавніші фрагменти храму Хнума датуються добою Середнього царства. На найпівденнішій кінцівці острова виявлені руїни пізнішого храму, зведеного Нектанебом II (XXX династія).
У ході розкопок, що здійснювалися на Елефантині Німецьким археологічним інститутом, було виявлено чимало цікавих артефактів, у тому числі мумія священного барана Хнума, що експонується нині у місцевому музеї, розташованому на острові. Тут же можна побачити експонати, що датуються додинастичним періодом, знайдені також на острові. Також знахідки з Елефантини потрапили до інших музеїв, зокрема Нубійського в Асуані.
Найдавнішою спорудою, що збереглася дотепер, на Елефантині вважається храм Сатет, етапи будівництва якого можна простежити аж до періоду, що безпосередньо передував часу I династії. До числа найдавніших пам'яток також відносяться східчаста піраміда з гранітних блоків (III династія) та маленьке капище Середнього царства, присвячене святому Хекаїбу, номарху Елефантини доби VI династії. Збереглися також залишки міських мурів періоду I династії та ділянки житлових кварталів міста різних епох.
На час правління Тутмоса III припадають фрагменти так званого календаря з Елефантини. Тут міститься й один із найдавніших нілометрів Єгипту, що реконструювався востаннє ще римлянами, а використовувався аж до кінця XIX століття. Дев'яносто східців, що ведуть униз до річки пронумеровані арабськими й римськими цифрами, а також єгипетськими числовими ієрогліфами.
Ще на початку XIX століття острів прикрашали храми Тутмоса III та Аменхотепа III, відносно неушкоджені до того часу. Однак 1822 року за наказом турецького уряду їх було зруйновано, а потому й розграбовано османськими губернаторами.

## Елефантинські манускрипти
Результатом розкопок початку XX століття стала знахідка так званих Елефантинських манускриптів — численних правових документів і листів, написаних арамейською.
Зі змісту цих папірусів стало відомо, що на Елефантині за персів була юдейська колонія. Юдеї тут мали власний храм, у якому разом з Яхве вшановували богинь Анат і Бетель. Члени юдейської громади Елефантини вели активне листування як з Єрусалимом, так і з правителями Юдеї та Самарії. Ця колонія була заснована як поселення юдейських солдатів, імовірно, близько 650 року до н. е. у часи правління юдейського царя Манассії, щоб підтримати фараона Псаметтиха I в його нубійському поході. Елефантинські манускрипти охоплюють період від 495 до 399 року до н. е.